# نرجس يبيسي
النرجس اليبيسي (باللاتينية: Narcissus yepesii) نوع نباتي يتبع جنس النرجس من الفصيلة النرجسية. ينمو النبات من بصلة شتوية مبكرة معمرة.

## الموئل والانتشار
الموطن الأصلي للنرجس اليبيسي إسبانيا. أخذ اسمه من مدينة ييبس (بالإسبانية: Yepes)‏ في مقاطعة طليطلة الإسبانية.